# József von Molnár

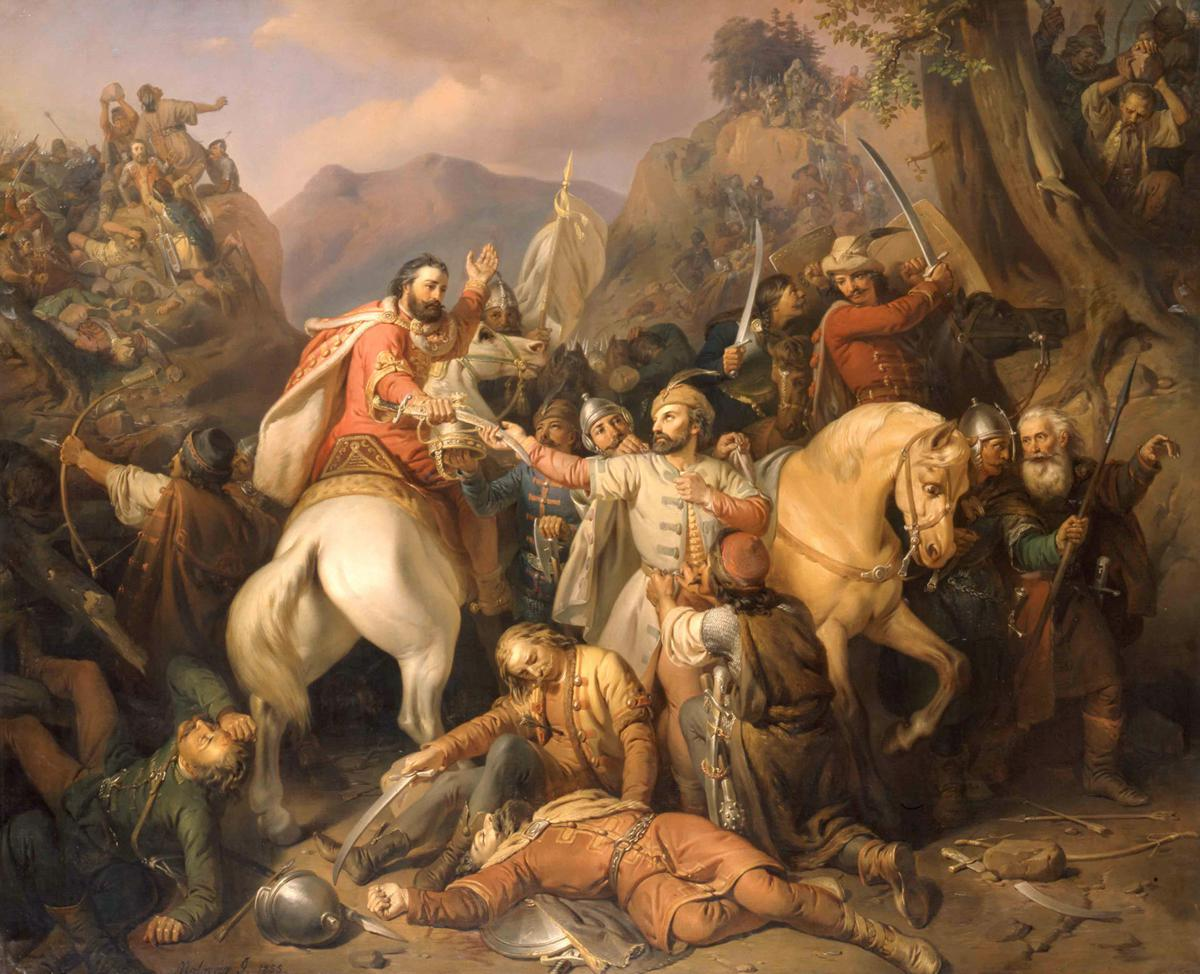
Carol Robert von Posada flüchtend

József von Molnár (geboren 21. März 1821 in Zsámbék, Kaisertum Österreich; gestorben 6. Februar 1899 in Budapest) war ein ungarischer Porträt-, Landschafts-, Genre- und Historienmaler.

## Leben
Molnar war der Sohn eines Notars. Er besuchte das Pester Piaristengymnasium. Nach dem Besuch der Lénárd Landau Pester Zeichenschule, studierte er seit 1837 an der Akademie der bildenden Künste Wien, musste das Studium nach einem halben Jahr aus finanziellen Gründen abbrechen und nach Ungarn zurückkehren. Dann lebte er in Pest und kurz danach in Cluj-Napoca.
Im Jahre 1844 kam er nach Venedig, wo er mit der finanziellen Unterstützung eines Mäzenen Student der Akademie der Bildenden Künste wurde. 1845 besuchte er Rom, Neapel und Pisa. Seit dem 25. April 1847 studierte Molnár an der Königlichen Akademie der Künste in München. In München traf er den ungarischen Landschaftsmaler Sándor Brodszky, mit dem er fast zwei Jahre lang Bayern, die Schweiz und die Tiroler Berge bereiste.
1848 ließ sich Molnár in Stuttgart nieder, wo er bald als Porträtmaler bekannt wurde. Er porträtierte u. a. den König  Wilhelm I. von Württemberg.
Molnár ließ sich 1853 in Pest nieder. Gemeinsam mit Sándor Brodszky eröffnete er 1862 ein fotografisches Studio in Győr, das nur bis 1864 tätig war. Danach kehrte er nach Pest zurück.
Einige seiner Werke befanden sich im Nachlass das Grafen Nikolaus Széchényi oder weiteren Nachlässen, die 1924 im Ernstmuseum in Budapest ausgestellt waren und versteigert wurden.